# Phare de Svinøy
Le phare de Svinøy (en norvégien : Svinøy fyr)  est un phare côtier de la commune de Herøy, dans le Comté de Møre og Romsdal (Norvège). Il est géré par l'administration côtière norvégienne (en norvégien : Kystverket).
Le phare est classé patrimoine culturel par le Riksantikvaren depuis 2017 .

## Histoire
Le phare se trouve sur la petite île de Svinøy, au large de la péninsule de Stad, qui est exposée à des conditions climatiques sévères toute l'année, à 20 km au nord-ouest de Larsnes (en). Le phare a été mis en service en 1905. Plusieurs maisons de gardiens sont à proximité. Durant la Seconde Guerre mondiale les troupes allemandes ont occupé l'île mais le phare a été détruit en 1940 par un bombardement allié. Le phare a été réparé après la guerre et a été ré-allumé en 1946.
C'est au centième anniversaire du phare, en 2005, que celui-ci a été automatisé et l'île désertée du personnel résident. Les bâtiments existants peuvent accueillir jusqu'à 10 personnes dans des conditions très rustiques. L'île est un abri pour certains oiseaux marins et dispose aussi d'une station météorologique automatisée

## Description
Le phare  est une petite tour octogonale en béton de 11 mètres de haut, avec une galerie et lanterne. Le bâtiment est peint en blanc et la grande lanterne est rouge. Il émet, à une hauteur focale de 46 mètres, deux éclats blancs toutes les 30 secondes. Sa portée nominale est de 18.5 milles nautiques (environ 34 km).
Identifiant : ARLHS : NOR-042 ; NF-3000 - Amirauté : L0650 - NGA : 5600 .
|                      |
| Le phare (1890-1900) |

|          |
| Le phare |

### Lien connexe
- Liste des phares de Norvège